# Batalla de Elixheim
La Batalla de Elixheim, igualmente conocida bajo el nombre de Paso de las líneas de Bramante, fue una batalla librada el 18 de julio de 1705 durante la Guerra de Sucesión Española en territorio del actual municipio de Landen. El Duque de Marlborough atravesó con éxito las líneas francesas de Brabante, un conjunto de sistemas defensivos en forma de arco que se extendía alrededor de 115 km de Amberes a Namur. Aunque no pudo conseguir una batalla decisiva, el avance y posterior destrucción de estas líneas sería determinante para los Aliados durante la Batalla de Ramillies un año más tarde.

## Preludio de la batalla
Desde el comienzo de la campaña militar, Marlborough intentó invadir Francia flanqueando el valle del Mosa. Este avance fue detenido por una escasez alimentaria en el ejército anglo-hollandés, así como por una excelente posición defensiva francesa en el frente de Sierck. Por tanto, Marlborough y sus tropas fueron llamados por el gobernador de las Provincias Unidas cuando el mariscal Villeroi atacó y tomó la fortaleza de Huy y amenazó directamente con tomar la ciudad de Lieja. Apresurándose a volver a los Países Bajos, Marlborough forzó a Villeroi a retirarse tras sus líneas defensivas y recuperó Huy, tras lo cual planeó una ruptura a través de las líneas francesas para forzar a Villeroi a librar batalla.

## El ataque a las líneas francesas
En la tarde del 17 de julio, Marlborough envió las tropas holandesas bajo el mando del mariscal Overkirk al sur, hacia Namur, atrayendo hacia ellos a Villeroi y a 40.000 hombres. Marlborough aprovechó la noche para marchar hacia el norte solamente con sus tropas inglesas y escocesas. Llegó a la pequeña población de Elixheim y cruzó las líneas adversarias sin encontrar resistencia. A primera hora del día siguiente, mientras los hombres de Overkirk se retiraban hacia el norte para unirse a Marlborough, un destacamento francés atacó el pequeño contingente de tropas aliadas apostado al oeste de las líneas, hacia el sur. Tras un breve pero intenso combate de caballería, en el que Marlborough participó personalmente, los franceses fueron rechazados y Villeroi tuvo que retirar su ejército y replegarse en dirección oeste, tras el río Dyle.

## Consecuencias
No pudiendo perseguir a los franceses - los hombres estaban agotados a la vez por la larga marcha nocturna y por la intensa batalla en la que habían participado -, Marlborough tenía, sin embargo, la esperanza de poder arrastrar a Villeroi a batirse. El mes que siguió a la ruptura no vio más que maniobras estériles al oeste de las líneas donde se desarrolló el combate. Usando vehículos cargados de reavituallamientos para incrementar su movilidad y reducir su dependencia con respecto a sus líneas de comunicación y aprovisionamiento, consiguió forzar a Villeroi a plantar cara cerca de la población de Waterloo, en Bélgica, pero la batalla que quería no tuvo lugar por el veto impuesto por los miembros de las Provincias Unidas, particularmente el general Slangenburg. El duque de Marlborough tuvo que contentarse con la captura de la fortaleza de Léau y el desmantelamiento de las líneas de Brabante entre esa ciudad y el Mosa.